# 二碘苯丙酮酸还原酶
二碘苯丙酮酸还原酶（英語：diiodophenylpyruvate reductase，EC 1.1.1.96（页面存档备份，存于）），是一种以NAD+或NADP+为受体、作用于供体CH-OH基团上的氧化还原酶。这种酶能催化以下酶促反应：
3-(3,5-二碘-4-羟苯基)乳酸 + NAD+ {\displaystyle \rightleftharpoons } 3-(3,5-二碘-4-羟苯基)丙酮酸 + NADH + H+
二碘苯丙酮酸还原酶分子等电点为5.4，由两个相同的蛋白质亚基组成（亚基相对分子质量约为40,000D），人类二碘苯丙酮酸还原酶亚基由12号染色体上的基因编码，可能与乳酸脱氢酶B有近缘关系。这种酶的底物还可以是其他含有以丙酮酸支链作为取代基的芳环，其中卤代类衍生物作为底物具有较高活性。底物的活性从大到小按顺序排列为：草酰乙酸、3,5-二碘-4-羟苯基丙酮酸、吲哚丙酮酸、苯丙酮酸，而乙醛酸、丙酮酸、羟基丙酮酸以及在芳环3位或5位上有羟基或氨基的底物则仅具有极低活性或不具活性。